# Yevgueni Somov
Yevgueni Somov (28 de enero de 1999) es un deportista de Rusia que compite en natación. Ganó dos medallas en el Campeonato Mundial Junior de Natación de 2017, oro en 4 × 100 m estilos y bronce en 4 × 100 m estilos mixto.